# Destroy All Humans!
Destroy All Humans! è un videogioco sviluppato da Pandemic Studios e prodotto da THQ nel 2005 per le console casalinghe PlayStation 2 e Xbox. In questo titolo, il giocatore deve vestire i panni del diabolico alieno Cryptosporidium e completare una serie di missioni che porteranno la razza aliena dei Furon a governare il pianeta Terra.
Nel 2016, il titolo è stato aggiunto al catalogo PlayStation Network con una conversione in Full HD per la console PS4, mentre nel 2018 è arrivato su Xbox Live grazie al programma di retrocompatibilità avviato da Microsoft, con una conversione in 1080p per Xbox One e in 4K per Xbox One X. 
Nel corso della conferenza Microsoft all'E3 2019, THQ Nordic  ha annunciato un remake del gioco per PlayStation 4, Xbox One e PC sotto lo sviluppo di Black Forest Game, fissando la data di lancio per il 28 luglio 2020 e il 29 giugno 2021 per Nintendo Switch.

## Trama
L'antica razza aliena dei Furon ha raggiunto uno stadio di evoluzione tale da potersi riprodurre solo attraverso la clonazione. L'unico modo per poter ripristinare l'apparato riproduttore è quello di estrarre del DNA vergine dalle cortecce cerebrali dei terrestri.
Negli anni '50, un Furon noto come Cryptosporidium 136 si reca sul pianeta Terra, ma si schianta in seguito alla collisione con un missile dell'esercito americano e perde la vita. Viene subito prelevato dai militari, sezionato e studiato all'interno di una base segreta nota come Area 42 (evidente parodia dell'Area 51).
Non ricevendo più il segnale del disco volante, una nave madre dal pianeta Furon, gestita dallo scienziato Pox e dal successore di Crypto 136 (Cryptosporidium 137) decide di partire per scoprire cosa è successo all'extraterrestre scomparso. Arrivati nell'orbita terrestre, iniziano ad invadere numerose città e, una volta scoperta la sorte del clone 136, iniziano a progettare la totale sottomissione del pianeta al loro volere.
Il loro principale ostacolo è rappresentato dagli uomini della Majestic, un'associazione segreta che, dopo aver studiato gli extraterrestri ed aver appreso le loro intenzioni, iniziano a sviluppare tecnologie in grado di ostacolare le capacità telecinetiche Furon così da respingere la minaccia per il mondo e non far entrare la popolazione nel panico.

## Modalità di gioco

### Siti da invadere
Nel gioco si possono invadere sei siti, ognuno ricco di insediamenti e, a volte, di basi militari:
- Fattoria Turnipseed: questa zona si estende nelle campagne vicino Rockwell. È occupata da fattorie sparse, gestite da famiglie di contadini. Queste zone sono poco controllate dalle forze dell'ordine (essendo molto isolate dai grandi centri) e ciò le rende il luogo ideale per procurarsi un po' di DNA senza troppi problemi.
- Rockwell: è una piccola cittadina vicino a un lago. Non offre molti divertimenti per le persone provenienti da città più grandi. In gran parte è abitata dai contadini che lavorano all'interno di fattorie nelle campagne vicine. Si tratta di un'evidente parodia di Roswell.
- Santa Modesta: è una grande città sulla costa occidentale. È fornita di spiagge, di una prestigiosa stazione TV e offre lavoro assicurato per tutti. È una delle più grandi mete estive d'America. A seguito delle incursioni aliene, a Santa Modesta l'esercito si è dato da fare per aumentare il livello di sicurezza e proteggere la città.
- Area 42: questa base (l'evidente parodia dell'Area 51) è un'area riservata solo ai militari e agli scienziati autorizzati. È nascosta in pieno deserto ed è dotata delle migliori tecnologie militari. Il generale che la dirige è non a caso il primo ufficiale dell'esercito americano. L'organizzazione Majestic ha stabilito la sua base nell'Area 42: qui si adopera per risvegliare i poteri telecinetici nascosti nella corteccia cerebrale umana e contemporaneamente analizza i reperti di un UFO schiantatosi nei paraggi alcune settimane prima.
- Union Town: città industriale piagata dalla miseria e dalla disoccupazione. I militari ed i Majestc ne hanno approfittato per stabilire numerose basi sulle isole circostanti. L'unico motivo che spinge i cittadini a rimanere nella zona è il lavoro facile che si può ottenere nelle fabbriche.
- Capitol City: un'evidente parodia della città di Washington. Qui sono presenti le più prestigiose università d'America, l'Ottagono, il quartier generale della difesa nazionale e la Casa Bianca. Gli avvocati e i funzionari più importanti vivono qui, protetti da un elevatissimo controllo militare.

## Armi e poteri Furon

### Poteri
Grazie all'avanzato sviluppo cerebrale della razza Furon, è possibile eseguire numerose azioni mentali. Le capacità di Crypto possono essere potenziate nell'apposita sezione all'interno della nave madre, nel laboratorio di Pox.
- Scansione mentale: consente di leggere nella mente degli umani. Utile per ottenere informazioni in certe missioni.
- Fare eseguire un ordine: è possibile indurre un umano a compiere azioni per distrarre le forze dell'ordine terrestri, come danzare, oppure far addormentare i testimoni che hanno visto Crypto per permettere di abbandonare la zona senza destare sospetti.
- Sollevare e spostare oggetti: creature viventi, veicoli ed oggetti inanimati possono essere sollevati, spostati e scaraventati via. Potenziando le capacità psicocinetiche di Crypto è possibile manipolare oggetti più pesanti, come carri armati o robot di grandi dimensioni.
- Estrazione cerebrale: permette di far esplodere la testa di un umano, vivo o morto, per prelevare il suo DNA.
- HoloBob: funzione cerebrale Furon che rende possibile assumere le sembianze di un essere umano per un lasso di tempo variabile: potenziando le capacità mentali di Crypto, sarà possibile occultarsi più a lungo. Gli uomini dell'organizzazione Majestic hanno sviluppato una particolare tecnologia in grado di disattivare l'HoloBob quando Crypto si trova nelle loro vicinanze.

### Arsenale di Crypto
- Fulminatore Zap-o-Matic: la prima arma di Crypto. Rilascia una scia elettrica che fulmina ogni cosa nel suo raggio d'azione. Potenziandola si possono concatenare più vittime. L'arma si ricarica nel tempo.
- Sonda anale: seconda arma di Crypto. La sonda permette all'alieno di velocizzare l'estrazione del cervello, uccidendo il nemico istantaneamente. Con personaggi più potenti (come ad esempio gli uomini di Majestic o i soldati) la sonda potrebbe metterci più tempo a completare il processo. Anche quest'arma si ricarica nel corso del tempo.
- Fucile disintegratore: Arma donata a Crypto all'arrivo a Santa Modesta. Il disintegratore rilascia sfere di fuoco, bruciando il nemico. Questa arma funziona con i proiettili, trovabili nel corso del livello. Potenziandola è possibile sparare più proiettili alla volta (fino ad un massimo di 3) per permettere di distruggere più velocemente i bersagli.
- Detonatore ionico: ultima arma di Crypto. Rilascia delle bombe, che potranno esplodere a comando oppure dopo un conto alla rovescia, eliminando ogni forma di vita nell'area dell'esplosione. Anche quest'arma funziona a proiettili.
- Catalizzatore sonico: arma sbloccabile con un trucco speciale.

### Equipaggiamento del disco volante
- Raggio della morte: equipaggiamento standard del disco volante, spara un raggio di energia rosso che permette di carbonizzare istantaneamente gli esseri umani e di distruggere le strutture. Si ricarica dopo un po' di secondi.
- Raggio traente: raggio emanato dalla parte sottostante del disco, che permette di trasportare ad alta quota esseri umani e veicoli. Da questi ultimi può essere assorbita dell'energia, utilizzata per ripristinare gli scudi dell'astronave e migliorarne lo stato dopo uno scontro a fuoco con le forze terrestri.
- Boom sonico: un cannone caricato con globuli di anti-materia in grado di spazzare via i bersagli in seguito all'onda d'urto generata. I proiettili sonici per ricaricare l'arma possono essere raccolti volando in giro per la mappa.
- Disgregatore quantico: la più potente arma applicata al disco volante. Rilascia bombe radioattive in grado di devastare intere porzioni di territorio. Le bombe con cui va caricato il disgregatore sono più difficili da trovare.

## Accoglienza
La rivista Play Generation classificò Crypto come il quinto alieno più alienato dei videogiochi usciti su PlayStation 2.

## Altri titoli
Dopo il successo di Destroy All Humans!, la THQ ha deciso di creare una serie di titoli successivi, tra cui Destroy All Humans! 2 (sempre per Xbox e PlayStation 2), ambientato nel 1960 anziché nel 1950 come il precedente titolo), Destroy All Humans! Big Willy Unleashed per console Wii e Destroy All Humans! Path Of The Furon per console Xbox 360 e PlayStation 3, quest'ultimo considerato un flop.